# Alessandro Bardelli

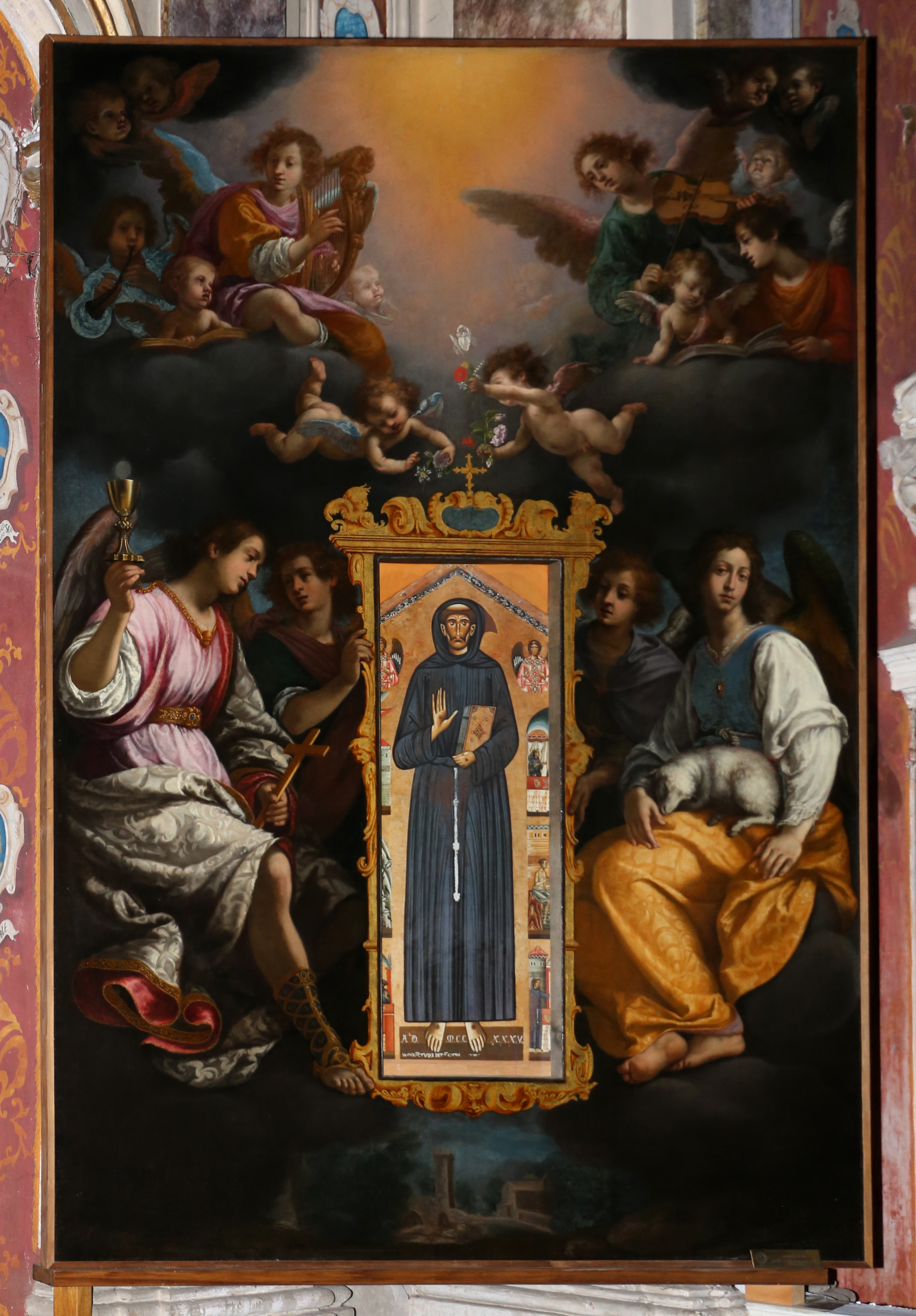
Gloria d'angeli, Pescia, San Francesco

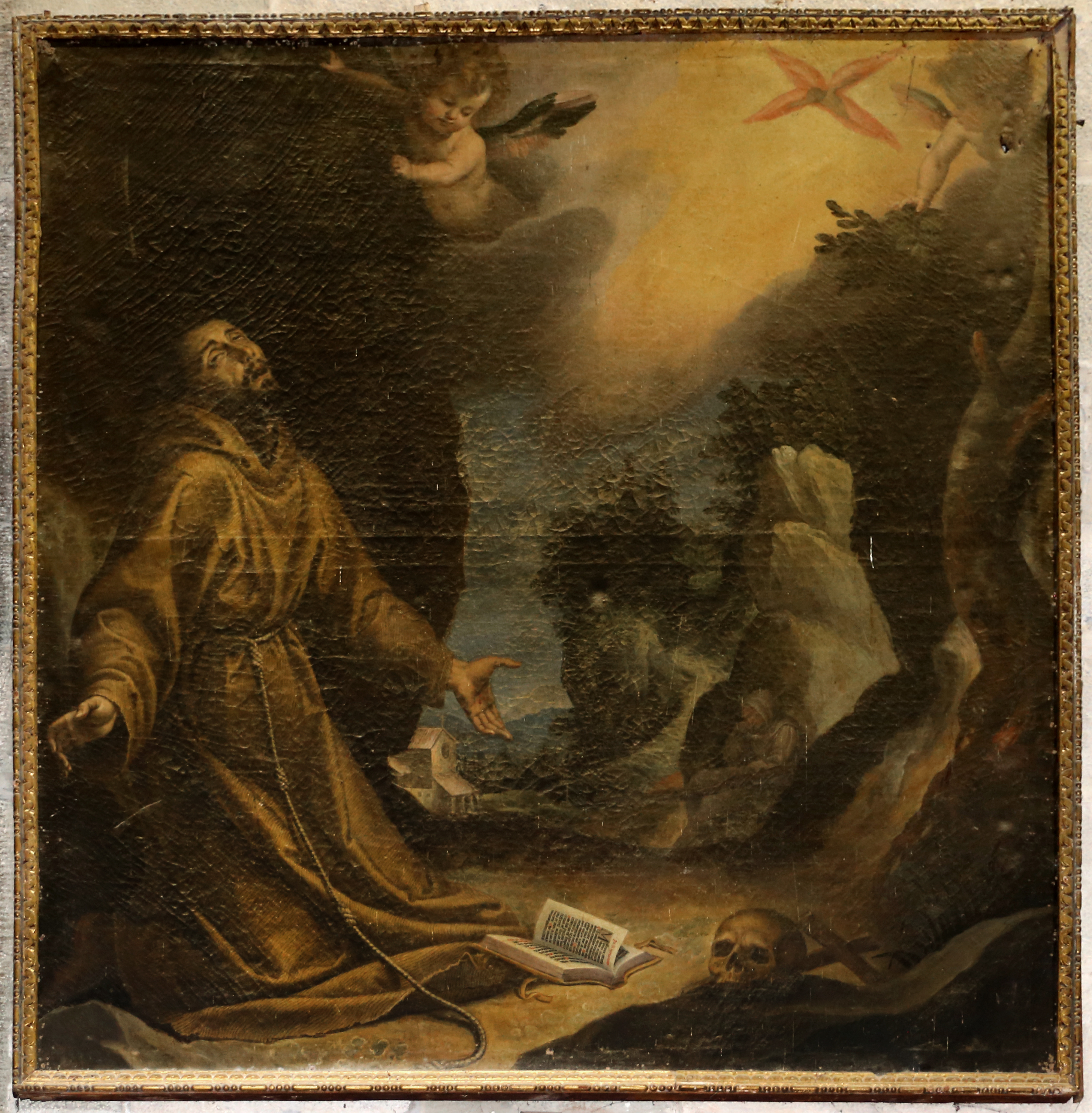
S. Francesco con le stimmate, Uzzano, Arcipretura dei S.s. Jacopo e Martino

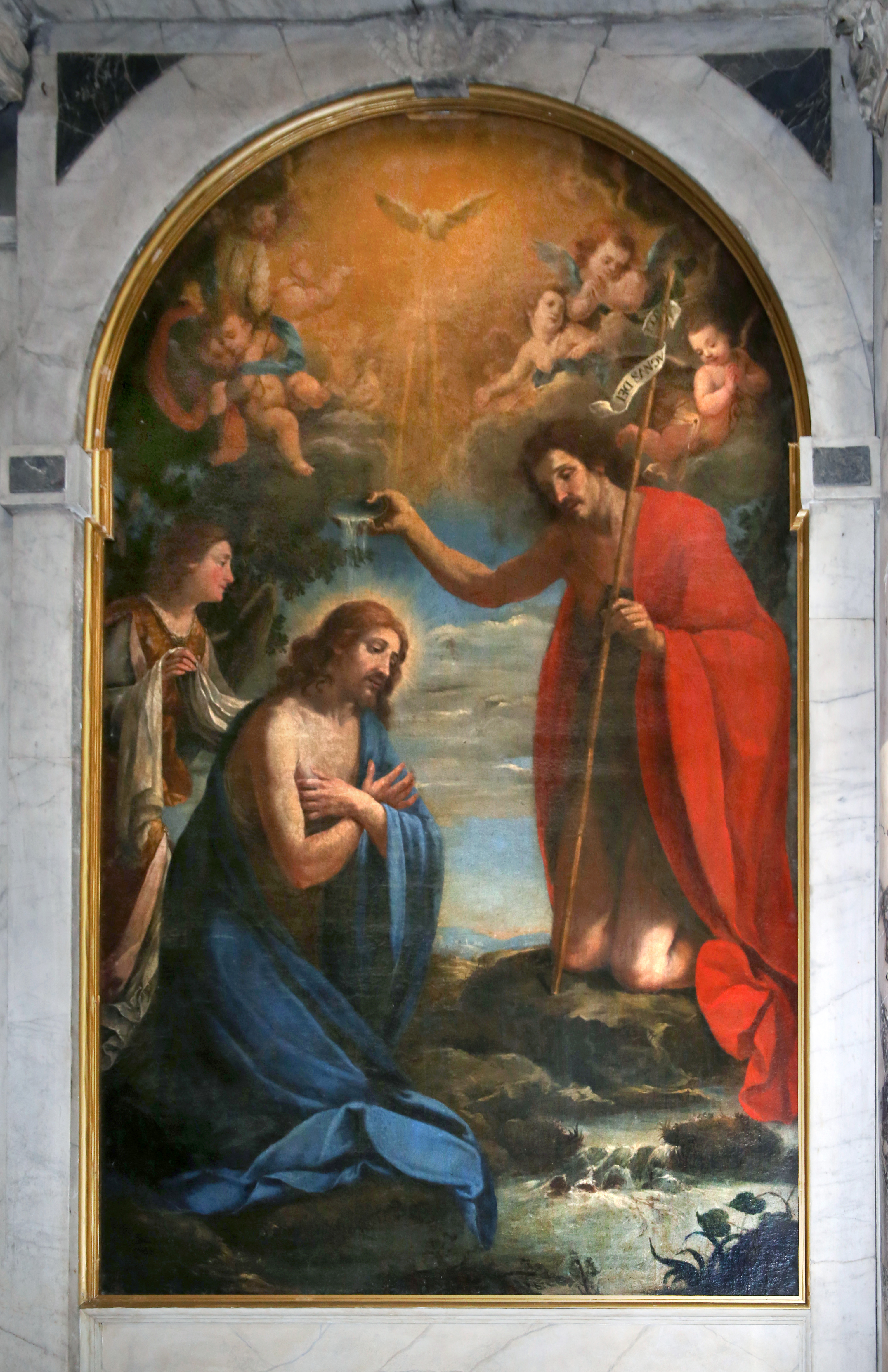
Il battesimo di Cristo, Pescia, Cattedrale di S. Maria Assunta

Alessandro Bardelli (Uzzano, 1583 – Bologna, 1633) è stato un pittore italiano.

## Biografia
Operò prevalentemente in Valdinievole e nelle zone limitrofe per una committenza privata ed ecclesiastica. Coevo dei toscani Ludovico Cardi detto "il Cigoli" e di Francesco Curradi, da loro trasse ispirazione pur elaborando un suo stile personale e abbastanza originale. Innocenzo Ansaldi, autore di un trattato sugli artisti della Valdinievole, tramanda che la sua morte avvenne «per cagioni amorose». Per il resto, non molto ci è pervenuto sulla sua esistenza. Ad Alessandro Bardelli sono intitolati la strada principale e il Circolo culturale di Uzzano Castello, quest'ultimo fondato alla metà del XIX secolo con un piccolo teatro e una biblioteca circolante.

## Opere
Queste le opere che sono state sicuramente attribuite ad Alessandro Bardelli dagli storici dell'arte:
- Crocifissione con i Santi Antonio e Paolo -  Chiesa di Sant'Antonio abate, Pescia.
- Battesimo di Cristo -  Cattedrale di Santa Maria Assunta, Pescia.
- San Benedetto e San Michele - Chiesa di San Michele, Pescia.
- Tobiolo che ridona la vista al padre - Chiesa dei Santi Stefano e Niccolao, Pescia.
- Ornamento all'immagine della Madonna del Rosario - Chiesa di San Jacopo, Altopascio (LU).
- Santi Nazzario, Antonio, Stefano, Filippo - Santuario della Madonna delle Querce, Fucecchio (FI)
- Assunzione della Vergine - Chiesa di Santa Marta,  Borgo a Buggiano.
- Cristo con Sant'Antonio abate  - Chiesa di San Pietro Apostolo, Borgo a Buggiano.
- San Francesco che riceve le stimmate -  Chiesa dei Santi Jacopo e Martino, Uzzano.
- San Girolamo - Chiesa dei Santi Jacopo e Martino, Uzzano.
- San Apollonia e Santa Margherita di Scozia - Oratorio della Madonna del Canale, Uzzano.
- Ornamento all'immagine della Madonna del Canale - Oratorio della Madonna del Canale, Uzzano.
- Incoronazione della Vergine e due santi - Chiesa di Santa Maria della Neve (Chiesina Uzzanese)
- Gloria di Angeli -  Chiesa di San Francesco, Pescia.